# Deense kniptor
De Deense kniptor (Actenicerus siaelandicus) is een keversoort uit de familie van de kniptorren (Elateridae). De wetenschappelijke naam van de soort is, als Elaterus siaelandicus, gepubliceerd in 1764 door Müller.